# Cyclosorus cangnanensis
Cyclosorus cangnanensis là một loài thực vật có mạch trong họ Thelypteridaceae. Loài này được K.H. Shing & C.F. Zhang mô tả khoa học đầu tiên năm 1999.